# Attero Dominatus
Attero Dominatus és el tercer àlbum del grup suec de power metal Sabaton. És el primer amb Daniel Mÿhr als teclats.

## Llista de temes
1. "Attero Dominatus" – 3:43 – Sobre la batalla de Berlín.
2. "Nuclear Attack" – 4:10 – Sobre els bombardejos atòmics d'Hiroshima i Nagasaki.
3. "Rise of Evil" – 8:19 – Sobre el Tercer Reich i Adolf Hitler.
4. "In the Name of God" – 4:06 – Sobre organitzacions com Al-Qaida i els Talibans.
5. "We Burn" – 2:55 – Sobre la Guerra dels Balcans.
6. "Angels Calling" – 5:57 – Sobre la Primera Guerra Mundial.
7. "Back in Control" – 3:14 – Sobre la Guerra de les Malvines.
8. "Light in the Black" – 4:52 – Sobre els Cascos Blaus de les Nacions Unides.
9. "Metal Crüe" – 3:42 – Sobre el Heavy Metal. La lletra fa referència a noms de grups com: Kiss, Queen, In Flames, Iron Maiden, Accept, Venom, Unleashed, Slayer, etc.

Edició Re-Armed (2010) Cançons Extres:
1. "Für Immer" (Versió de Warlock (Grup)) - 4:36
2. "Långa Bollar På Bengt" (Versió de Svenne Rubins) - 2:52
3. "Metal Medley" (Directe a Falun) - 6:12
4. "Nightchild" - 5:12
5. "Primo Victoria" (Versió Demo) - 4:11

## Crèdits
- Joakim Brodén - Veu
- Rickard Sundén - Guitarra
- Oskar Montelius - Guitarra
- Pär Sundström - Baix
- Daniel Mullback - Bateria
- Daniel Mÿhr – Teclats